# Cal Raleigh
Caleb John Raleigh, detto Big Dumper (Cullowhee, 26 novembre 1996), è un giocatore di baseball statunitense che gioca nel ruolo ricevitore per i Seattle Mariners della Major League Baseball (MLB).

## Carriera

### Seattle Mariners
Raleigh fu scelto dai Seattle Mariners nel corso del terzo giro (90º assoluto) del Draft MLB 2018. Firmò con la squadra un contratto che incluse un bonus alla firma di 854.000 dollari, dopo di che fu mandato a fare esperienza nelle leghe minori fino al 2021.

#### Stagione 2021
L'11 luglio 2021 Raleigh fu promosso nelle major league per la prima volta. Debuttò nella MLB quello stesso giorno iniziando come ricevitore titolare contro i Los Angeles Angels, subendo due strikeout in quattro turni in battuta. La sua prima valida e il primo punto battuto a casa (RBI) giunsero contro il lanciatore Germán Márquez dei Colorado Rockies il 20 luglio. Il 23 luglio batté il suo primo fuoricampo su lancio del lanciatore partente degli Oakland Athletics Frankie Montas. Dividendo il ruolo di ricevitore con Tom Murphy, Raleigh chiuse la stagione con una media battuta di .180, 2 fuoricampo, 13 RBI e 52 strikout in 47 presenze.

#### Stagione 2022
Raleigh iniziò la stagione 2022 continuando a trovare difficoltà in battuta, con una media di .083 e subendo strikeout nel 32% dei suoi turni in battuta nelle sue prime nove partite. Il 28 aprile fu opzionato per fare ritorno nelle minor league, facendo ritorno ai Mariners il 7 maggio dopo che Murphy si slogò una spalla. Dopo avere battuto con .091 nelle prime dieci gare, Raleighbatté con .228 e 24 fuoricampo nel resto della stagione. Il 30 settembre Raleigh batté l'home run del sorpasso e della vittoria sugli Athletics permettendo ai Mariners di centrare la prima qualificazione ai playoff dal 2001, chiudendo la peggiore striscia attiva dei quattro maggiori sport professionistici statunitensi. Ebbe anche delle battute importati nei playoff. Nel turno delle wild card contro i Toronto Blue Jays batté un fuoricampo da due punti su lancio di Alek Manoah, mentre segnò il punto vincente in gara 2. Il suo periodo positivo in battuta si spense nel turno successivo contro gli Houston Astros, in cui batté con 1 su 14 in tre sconfitte consecutive. Chiuse la stagione regolare con una media battuta di .211, 20 doppi, un triplo e 63 RBI in 119 presenze. I suoi 27 home run furono il massimo tra tutti i ricevitori della MLB quell'anno, oltre che un record di franchigia per un ricevitore dei Mariners. Fu finalista nel ruolo di ricevitore sia per il Guanto d'oro che per il  Silver Slugger Award.

#### Stagione 2023
Il 15 maggio 2023 Raleigh divenne il primo ricevitore della storia a battere un fuoricampo da entrambi i lati del piatto di battuta a Fenway Park, battendo due home run in due turni di battuta consecutivi. In 145 partite disputate. nel 2023batté con .232, con 30 fuoricampo e 75 RBI. Quando i Mariners furono eliminati dalla corsa ai playoff, Raleigh criticò la mancanza di acquisti di peso da parte della sua squadra, dicendo: "a volte devi uscire e spendere. Fa parte del gioco." Ancora una volta fu finalista per il Silver Slugger Award.

#### Stagione 2024
Raleigh si ruppe un dente addentando un panino il 23 aprile 2024 ma, malgrado il dolore intenso, scese in campo quella sera contro i Texas Rangers battendo un fuoricampo. Il giorno successivo venne operato e saltò una sola partita prima di tornare in campo. Il 10 giugno batté il fuoricampo da quattro punti della vittoria in rimonta contro i Chicago White Sox. Per due volte nel mese di luglio batté un fuoricampo da entrambi i lati del piatto di battut, una il 9 luglio contro i San Diego Padres e due giorni dopo contro gli Angels. Nell'ultima partita della stagione regolare colpì il suo 34º fuoricampo raggiungendo i 100 RBI stagionali per la prima volta in carriera. Fu anche il suo 93º home run in carriera, superando il primato di Mike Piazza per il maggior numero di fuoricampo da parte di un ricevitore nelle prime quattro stagioni in carriera. Tuttavia, Raleigh batté 15 di quei fuoricampo come battitore designato o come pinch hitter, mentre Piazza batté un solo fuoricampo non giocando come ricevitore.
Raleigh chiuse la stagione battendo con .220, con 34 fuoricampo, 100 punti battuti a casa e un primato personale di 6 basi rubate. Fu premiato con il Guanto d'oro come miglior ricevitore in difesa e con il Guanto di platino come miglior difensore dell'American League, il primo giocatore della storia dei Mariners ad aggiudicarsi quest'ultimo premio. Per il terzo anno consecutivo fu inoltre finalista del Silver Slugger Award.

#### Stagione 2025
Il 25 marzo 2025 Raleigh firmò con i Mariners un nuovo contratto di sei anni del valore di 105 milioni di dollari. L'11 aprile divenne il ricevitore con più fuoricampo in campo in carriera nella storia della squadra, battendo il suo 96º nella parte bassa dell'ottavo inning contro i Texas Rangers. Il 16 aprile batté il suo centesimo home run nel settimo inning contro i Cincinnati Reds, diventando il quarto ricevitore più rapido di sempre (482 partita) a tagliare tale traguardo, dopo Gary Sánchez (355), Mike Piazza (422) e Rudy York (422). Chiuse il mese di aprile con 10 fuoricampo, leader della MLB alla pari con Aaron Judge e l'ex compagno di squadra Eugenio Suárez. Il 30 maggio contro i Minnesota Twins batté un fuoricampo da tre punti nel primo inning, divenendo così il primo ricevitore della storia a battere 20 home run prima del termine di maggio, il 29º assoluto nella storia della MLB history e il quinto giocatore dei Mariners di sempre, dopo Ken Griffey Jr. (tre volte, 1994, ’97, ’99) e Alex Rodriguez (1998). Il 2 giugno fu nominato giocatore della settimana dell'American League, assieme a Junior Caminero, in cui batté con .348 (8–23) con 6 punti segnati, 6 home run, 10 RBI e un OPS di 1.575. Il 7 giugno contro i Los Angeles Angels divenne il primo giocatore a raggiungere i 25 home run nel 2025. Il 20 giugno Raleigh batté due fuoricampo contro i Chicago Cubs, salendo a quota 29 in stagione. Superò così Johnny Bench per il maggior numero di fuoricampo da parte di un ricevitore prima della pausa per l'All-Star Game. Bench stabilì quel primato nella stagione 1970 con 28 home run in 87 partite. Raleigh superò tale record, vecchio di 55 anni, con ancora 22 gare a disposizione. Il 21 giugno divenne il primo giocatore a toccare quota 30 fuoricampo in stagione, oltre che il primo ricevitore e il primo battitore ambidestro nella storia della MLB, a battere 30 home run prima della pausa per l'All-Star Game. Fu il più rapido a toccare quota 30 da Barry Bonds e Luis Gonzales nel 2001. Nell'ambito della storia dei Mariners, Raleigh si unì a Ken Griffey Jr. quale unico altro giocatore a battere 30 home run prima della pausa. Il 23 giugno fu premiato nuovamente come giocatore della settimana dell'American League, dopo avere battuto con .417 (10–24) con 10 punti, 5 home run, 12 RBI e un OPS di 1.606.
Alla fine di giugno, Raleigh raggiunse i 33 home run, arrivando al terzo posto, alla pari con Ken Griffey Jr. e Sammy Sosa nel 1998, per il maggior numero alla conclusione di giugno. In quel momento si trovava dietro solamente a Barry Bonds con 39 nel 2001 e Mark McGwire con 37 nel 1998. Fu premiato come giocatore del mese dell'American League, dopo avere battuto con .300, 11 fuoricampo e 27 RBI.
Il 4 luglio Raleigh batté due fuoricampo contro i Pittsburgh Pirates, dove stabilì un nuovo primato personale  stagionale con 35 home run, giocando 61 partite in meno. Con il secondo di essi pareggiò il record di Ken Griffey Jr. (1998) per il maggior numero della storia di Seattle prima della pausa per l'All-Star Game. Poco dopo fu convocato per il suo primo All-Star Game come ricevitore partente dell'American League, piazzandosi dietro solamente a Aaron Judge per numero di voti. L'8 luglio superò Griffey Jr. con un home run contro gli Yankees. L'11 luglio contro i Detroit Tigers batté altri due fuoricampo. Il secondo fu un grande slam che lo portò a uno di distanza dal record di 39 di Barry Bonds prima dell'All-Star Game.
Il 27 giugno Raleigh annunciò che avrebbe prese parte all'Home Run Derby, dove invitò suo padre Todd, ex allenatore all'Università del Tennessee per lanciargli le palle, e suo fratello Todd Jr. come ricevitore. Raleigh alla fine vinse l'Home Run Derby, battendo in finale l'interno dei Tampa Bay Rays Junior Caminero per 18–15. Divenne così il primo battitore ambidestro a vincere il Derby, il primo giocatore dei Mariners da Ken Griffey Jr. che vi riuscì tre volte nel 1994, 1998 e 1999 e il primo ricevitore di sempre della storia della MLB.

## Palmarès
- All-Star: 1

2025
- Guanto d'oro: 1

2024
- Guanto di platino: 1

2024
- Vincitore dell'Home Run Derby: 1

2025